# Braun Point
Braun Point är en udde i Antarktis. Den ligger i Östantarktis. Australien gör anspråk på området.
Terrängen inåt land är platt åt nordväst, men åt sydost är den kuperad. Havet är nära Braun Point västerut. Trakten är glest befolkad. Närmaste befolkade plats är Zhongshan Station, 15,3 kilometer nordost om Braun Point. 